# Chowluru, Challakere
Chowluru là một làng thuộc tehsil Challakere, huyện Chitradurga, bang Karnataka, Ấn Độ.